# Абвиль-1 (кантон)
Абвиль-1 (фр. Abbeville-1) — кантон во Франции, находится в регионе О-де-Франс, департамент Сомма. Входит в состав округа Абвиль.

## История
Кантон образован в результате реформы 2015 года . В его состав вошли упразднённые кантоны Абвиль-Нор и Нувьон.

## Состав кантона
В состав кантона входят коммуны (население по данным Национального института статистики за 2018 г.):
- Абвиль (12 783 чел.) (северная половина)
- Ажанвиллер (242 чел.)
- Белланкур (512 чел.)
- Бюиньи-Сен-Маклу (520 чел.)
- Вошель-ле-Кенуа (853 чел.)
- Гапен (281 чел.)
- Гран-Лавье (446 чел.)
- Домва (350 чел.)
- Дрюка (926 чел.)
- Канши (326 чел.)
- Каур (600 чел.)
- Ламот-Бюлё (353 чел.)
- Ле-Титр (351 чел.)
- Милланкур-ан-Понтьё (357 чел.)
- Нёфмулен (359 чел.)
- Нёйи-л’Опиталь (324 чел.)
- Нуайель-сюр-Мер (708 чел.)
- Нувьон (1 288 чел.)
- Отвиллер-Увиль (579 чел.)
- Понтуаль (611 чел.)
- Пор-ле-Гран (289 чел.)
- Сайи-Флибокур (1 030 чел.)
- Форе-л’Аббеи (306 чел.)
- Форе-Монтье (398 чел.)

## Политика
На президентских выборах 2022 г. жители кантона отдали в 1-м туре Марин Ле Пен 33,0 % голосов против 30,6 % у Эмманюэля Макрона и 14,7 % у Жана-Люка Меланшона; во 2-м туре в кантоне победила Ле Пен, получившая 50,7 % голосов. (2017 год. 1 тур: Марин Ле Пен – 30,5 %, Эмманюэль Макрон – 22,3 %, Франсуа Фийон – 18,1 %, Жан-Люк Меланшон – 16,7 %; 2 тур: Макрон – 54,6 %. 2012 год. 1 тур: Франсуа Олланд — 28,4 %, Николя Саркози — 25,7 %, Марин Ле Пен — 24,2 %; 2 тур: Олланд — 52,7 %).
С 2021 года кантон в Совете департамента Сомма представляют консультант по трудоустройству Жюли Вас (Julie Vast) и член совета города Абвиль Анжело Тонолли (Angelo Tonolli) (оба — Разные левые).
|                    | Кандидаты                   | Партия                   | Первый тур | Первый тур         | Второй тур | Второй тур |
| Количество голосов | Кандидаты                   | Партия                   | % голосов  | Количество голосов | % голосов  |            |
| ------------------ | --------------------------- | ------------------------ | ---------- | ------------------ | ---------- | ---------- |
|                    | Жюли Вас Анжело Тонолли     | Разные левые             | 1 953      | 30,47              | 3 204      | 50,42      |
|                    | Кароль Бизе Стефан Декайё   | Правый блок              | 1 592      | 24,84              | 3 150      | 49,58      |
|                    | Мишель Гайе Лидия Ноэль     | Правоцентристский блок   | 1 549      | 24,17              |            |            |
|                    | Паскаль Бриффар Стеви Шопен | Национальное объединение | 1 315      | 20,52              |            |            |

|                    | Кандидаты                       | Партия                                    | Первый тур | Первый тур         | Второй тур | Второй тур |
| Количество голосов | Кандидаты                       | Партия                                    | % голосов  | Количество голосов | % голосов  |            |
| ------------------ | ------------------------------- | ----------------------------------------- | ---------- | ------------------ | ---------- | ---------- |
|                    | Кароль Бизе Стефан Декайё       | Союз за народное движение (Республиканцы) | 2 630      | 27,59              | 4 785      | 56,80      |
|                    | Валери Мюзеле Ивон Флао         | Национальный фронт                        | 3 319      | 34,82              | 3 639      | 43,20      |
|                    | Брижитт Ламарр Эмманюэль Сержан | Левый блок                                | 2 532      | 26,56              |            |            |
|                    | Офелия Бон Мишель Кфури         | Разные левые                              | 1 051      | 11,03              |            |            |